# Onda plana

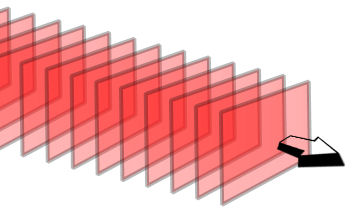
Representação em 3D da onda plana

Na física, uma onda plana é um caso especial de onda ou campo: uma quantidade física cujo valor, em qualquer momento, é constante através de qualquer plano perpendicular a uma direção fixa no espaço.
Para qualquer {\displaystyle {\vec {x}}} posição no espaço e a qualquer hora {\displaystyle t}, o valor de tal campo pode ser escrito como
{\displaystyle F({\vec {x}},t)=G({\vec {x}}\cdot {\vec {n}},t),}
Onde {\displaystyle {\vec {n}}} é um vetor de comprimento unitário, e {\displaystyle G(d,t)} é uma função que dá o valor do campo como dependente de apenas dois parâmetros reais: o tempo {\displaystyle t}, e o deslocamento {\displaystyle d={\vec {x}}\cdot {\vec {n}}} de valor escalar do ponto {\displaystyle {\vec {x}}} ao longo da direção {\displaystyle {\vec {n}}}. O deslocamento é constante em cada plano perpendicular a {\displaystyle {\vec {n}}}.
Os valores do campo {\displaystyle F} podem ser escalares, vetores ou qualquer outra grandeza física ou matemática. Eles podem ser números complexos, como em uma onda plana exponencial complexa.
Quando os valores de {\displaystyle F} são vetores, a onda é dita longitudinal se os vetores são sempre colineares com o vetor {\displaystyle {\vec {n}}}, e uma onda transversal se forem sempre ortogonais (perpendiculares) a ela.